# شون هوهي
شون هوهي (بالإنجليزية: Seán Haughey) (و. 1961 – م) هو سياسي من جمهورية أيرلندا ولد في دبلن.

## التعليم
تعلم في كلية الثالوث (دبلن).